# کولیک اسید
کولیک اسید (به انگلیسی: Cholic acid) با فرمول شیمیایی C۲۴H۴۰O۵ یک ترکیب شیمیایی است؛ که جرم مولی آن ۴۰۸٫۵۷ g/mol می‌باشد.